# Vigo di Fassa
Vigo di Fassa (Vich in ladino) è una frazione di 1 252 abitanti di San Giovanni di Fassa nella provincia di Trento, situata in Val di Fassa, sul versante destro dell'Avisio, in posizione sopraelevata rispetto alla statale 48 delle Dolomiti; il centro del paese è attraversato dalla statale 241 della Val d'Ega, che attraverso il passo di Costalunga porta a Bolzano: le due strade si congiungono presso la località di San Giovanni.
Ricco di infrastrutture alberghiere, è un importante centro di escursioni estive nel massiccio del Catinaccio e fa parte de I borghi più belli d'Italia., nonché centro sciistico del comprensorio della Val di Fassa/Dolomiti Superski: una moderna funivia, direttamente dal centro del paese, raggiunge in pochi minuti la conca di Ciampedie, a 2000 m s.l.m., punto panoramico sulla Val di Fassa, sul Catinaccio, le Torri del Vajolet e il Larsech: Ciampedie è la base di partenza per escursioni estive nel gruppo del Catinaccio, mentre in inverno è al centro della Ski Area Catinaccio.
La frazione, all'epoca comune autonomo, ha fatto registrare nel censimento del 1991 una popolazione pari a 936 abitanti. Nel censimento del 2001 ha fatto registrare una popolazione pari a 1 073 abitanti, mostrando quindi nel decennio 1991-2001 una variazione percentuale di abitanti pari al 14,64%. Gli abitanti sono distribuiti in 372 nuclei familiari, con una media per nucleo familiare di 2,88 componenti.

## Storia

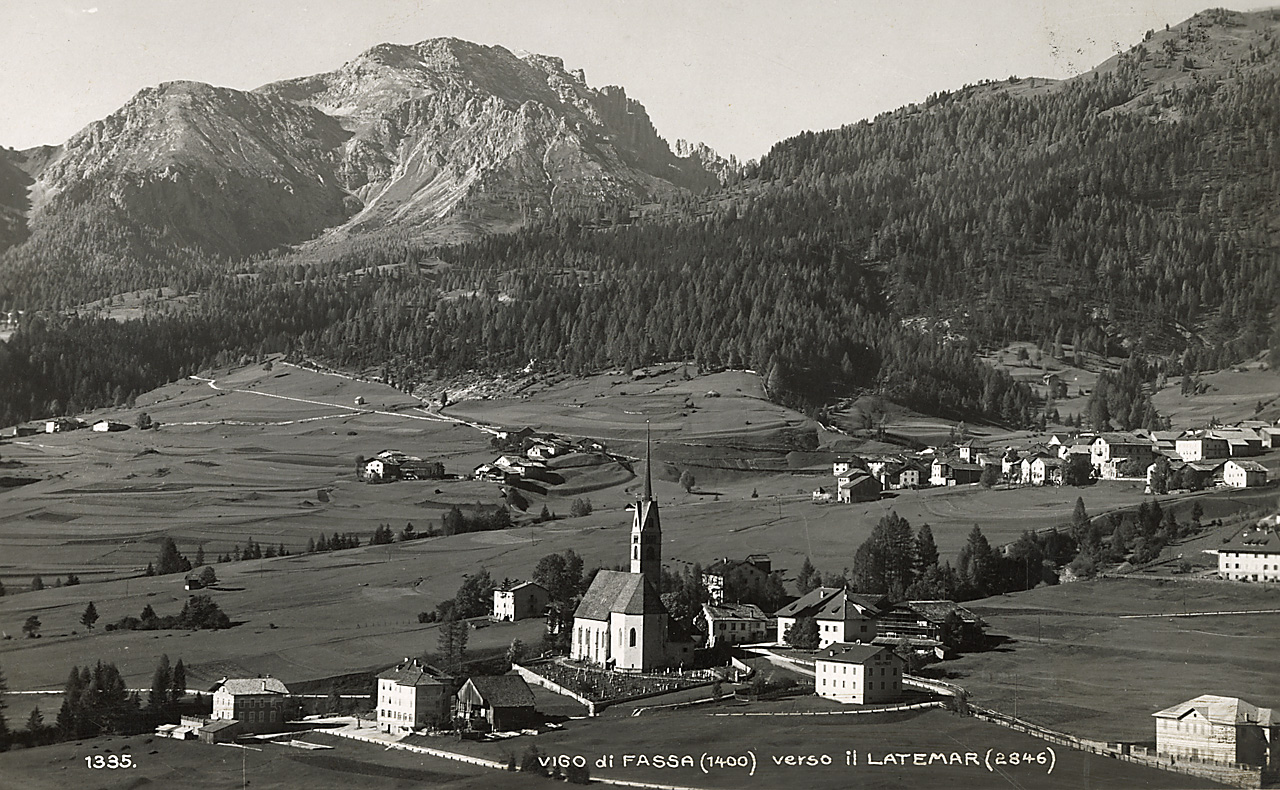
Vigo di Fassa verso il Latemar in una fotografia di inizio secolo XX

Le prime notizie storiche di Vigo di Fassa, come di quasi tutti gli altri centri della Val di Fassa risalgono al Medioevo, anche se le prime tracce umane nella zona risalgono al Paleolitico quando cacciatori nomadi risalirono il torrente Avisio.
Il paese avviò dal Basso Medioevo una crescita ininterrotta, finendo per inglobare il vicino paese di San Giovanni (in ladino Sèn Jan). Di quell'epoca resta ancora, accanto alla canonica della pieve paesana, un fienile monumentale, nel recente passato sede del Museo Ladino di Fassa.
Il paese continuò a prosperare grazie all'agricoltura e all'allevamento fino al 1860, quando la costruzione della statale delle Dolomiti portò i primi turisti, soprattutto dall'Austria. Da quel momento agli antichi edifici del centro storico si affiancarono alberghi e residence, mentre le attività del settore primario lasciarono spazio al turismo.
Coincide con quest'epoca la costruzione di nuovi rifugi alla base del gruppo montuoso del Catinaccio, dedicati agli alpinisti e agli appassionati di escursioni (tra i primi, alla fine dell'Ottocento, il rifugio Vajolet).

Territorio dell'ex comune di Vigo di Fassa nella provincia autonoma di Trento

Durante la prima guerra mondiale, che vide il conflitto tra Italia e Austria, il paese si trovò nel mezzo della prima linea del fronte, assistendo ad alcuni degli scontri più sanguinosi di tutta la guerra. Nel primo dopoguerra Vigo di Fassa, insieme a tutti i paesi della valle, passò all'Italia. Nel 1921 il paese subì un devastante incendio.
Nel secondo dopoguerra l'affermazione del turismo crebbe ancor più. Vennero costruiti i primi impianti di risalita e si svilupparono in maniera massiccia le attività ricettive.
Nel referendum del 20 novembre 2016 la popolazione di Vigo di Fassa ha approvato la fusione del comune con Pozza di Fassa creando così il costituendo comune di Sèn Jan di Fassa.

## Monumenti e luoghi d'interesse

### Chiesa di San Giovanni

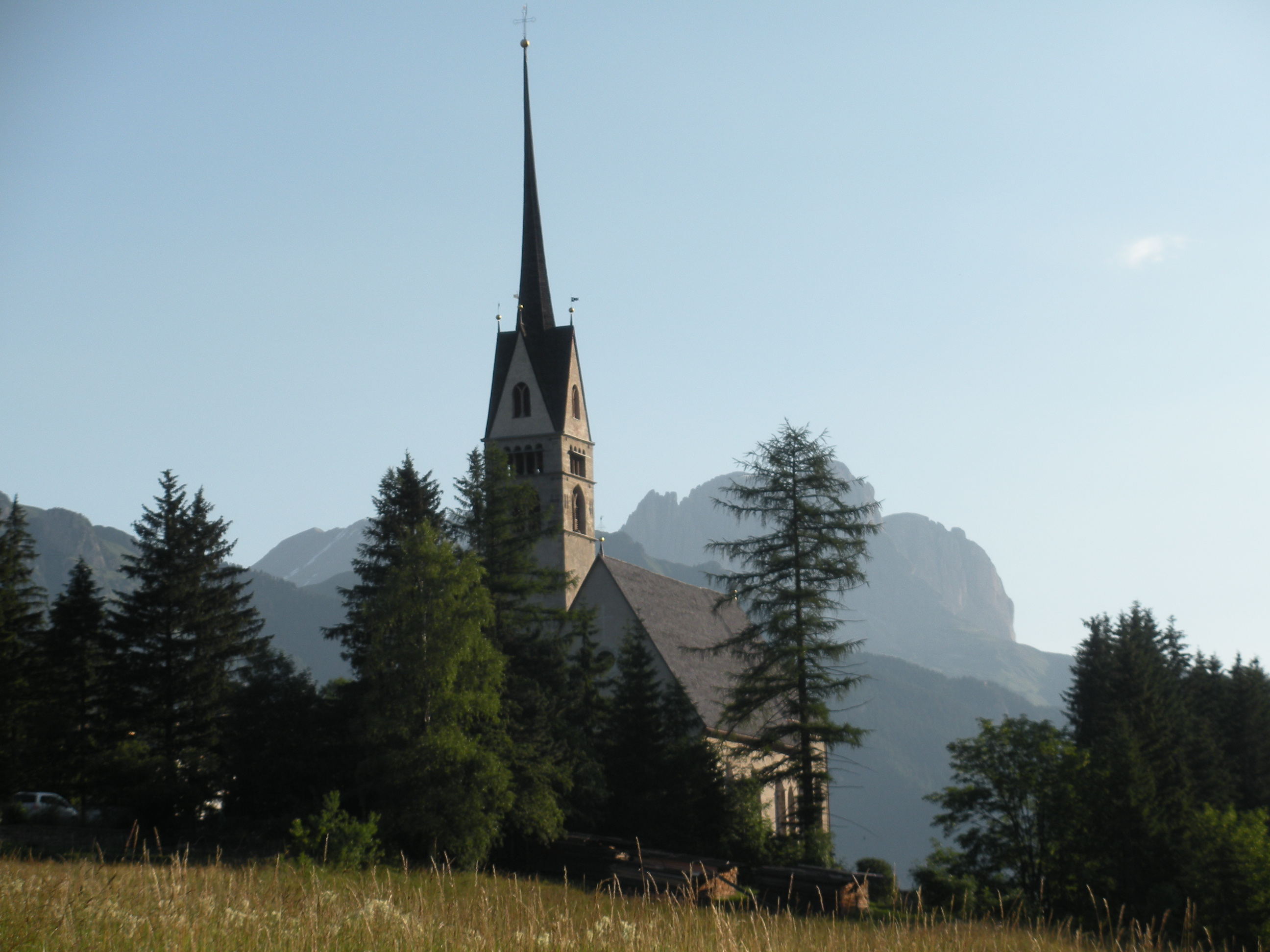
La chiesa di San Giovanni

La chiesa di San Giovanni  si trova nell'omonima frazione, situata sulla statale 48. La chiesa, considerata uno degli edifici più antichi della valle, in stile gotico e caratterizzata da un alto campanile a cuspide, conserva affreschi del XVI secolo.
Sul campanile sono installate 6 campane, 4 delle quali fuse nel 1922 dalla fonderia Luigi D'Adda e la piccola del 1967. Campana di grande rilevanza storica è il campanone del peso di 2565 kg fuso nel 1549 da Ludovico Simonato ed ancora regolarmente in funzione.

### Chiesa di Santa Giuliana
Isolata su un colle, sopra all'attuale abitato, si trova la chiesa di Santa Giuliana, sempre in stile gotico, dedicata a Santa Giuliana (in lingua ladina "Sènt Ujana").
L'esistenza di questa chiesa è documentata fin dal 1237, ma è stata rifatta integralmente nel Quattrocento.
All'interno degni di nota sono l'altare maggiore in legno intagliato, datato 1517, opera dell'artista bolzanino Giorgio Artz, e gli affreschi dell'abside, attribuiti ad artisti brissinensi della seconda metà del Quattrocento.
A fianco della chiesa si trova una cappella della stessa epoca, dedicata a San Maurizio.
Le quattro campane (fra cui la più antica di Fassa del 1496) vengono suonate manualmente in particolari occasioni secondo la tradizione antica che prevede la tecnica del "fermabattaglio".

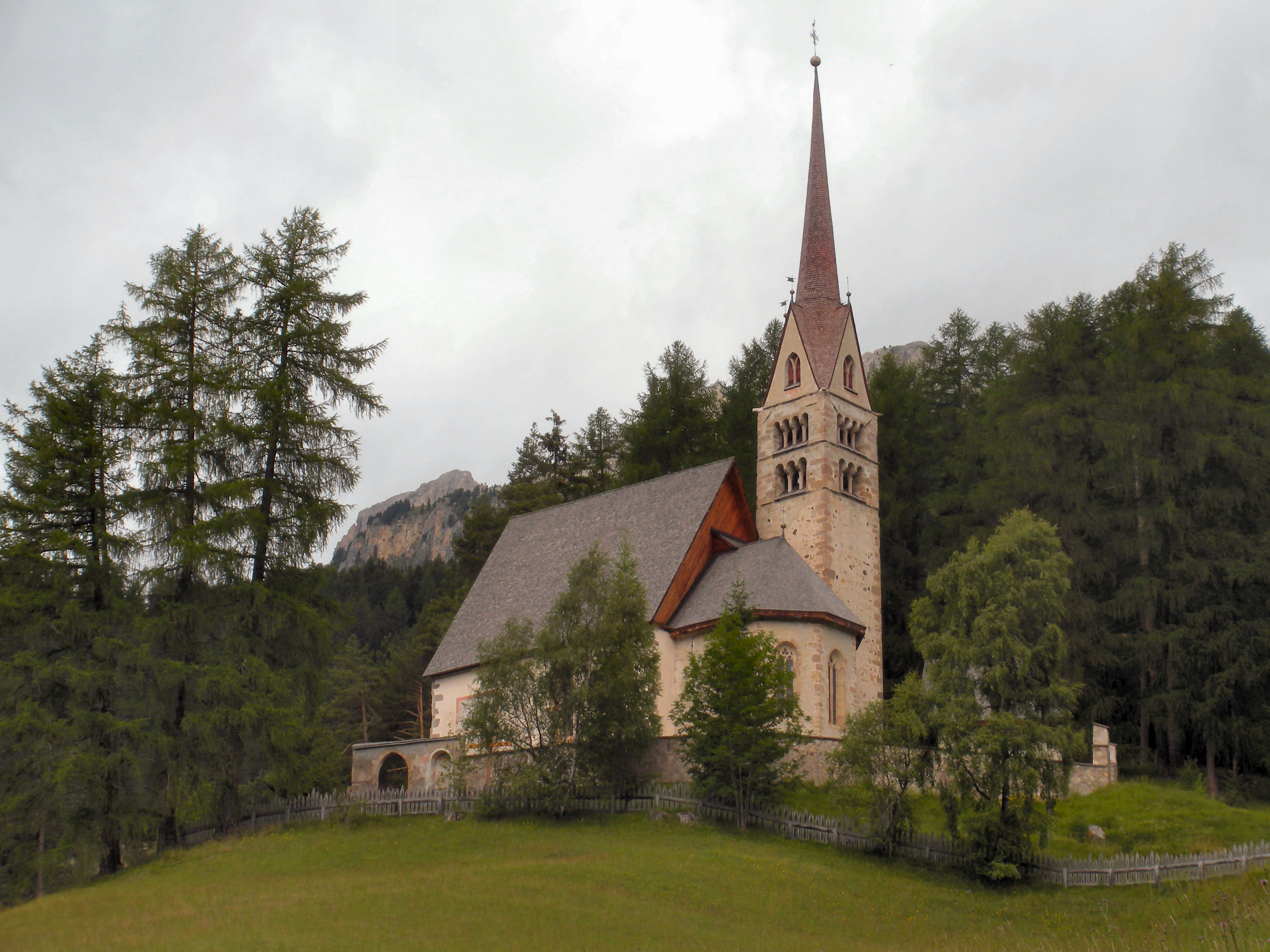
La chiesa di Santa Giuliana
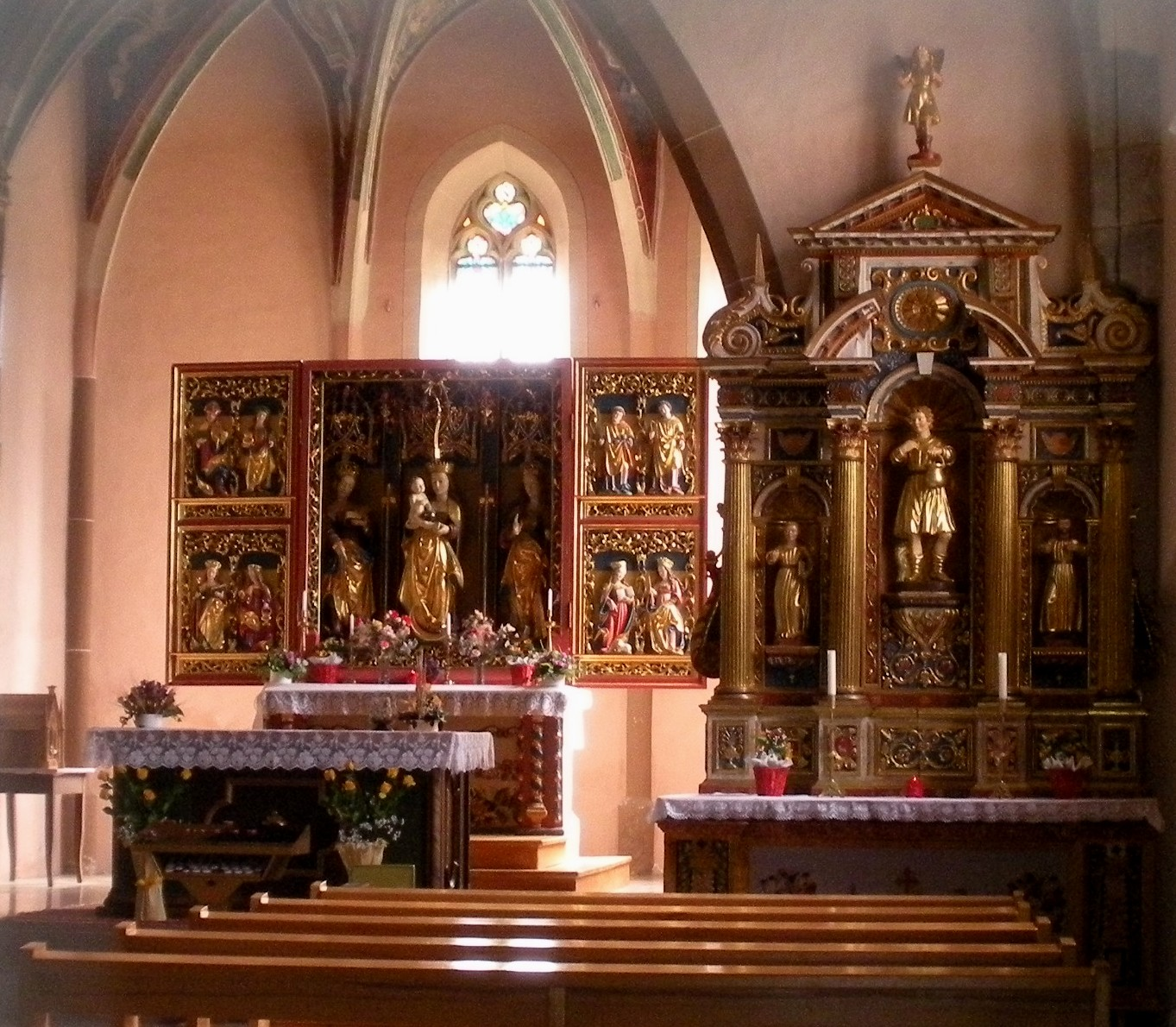
L'interno della chiesa di Santa Giuliana
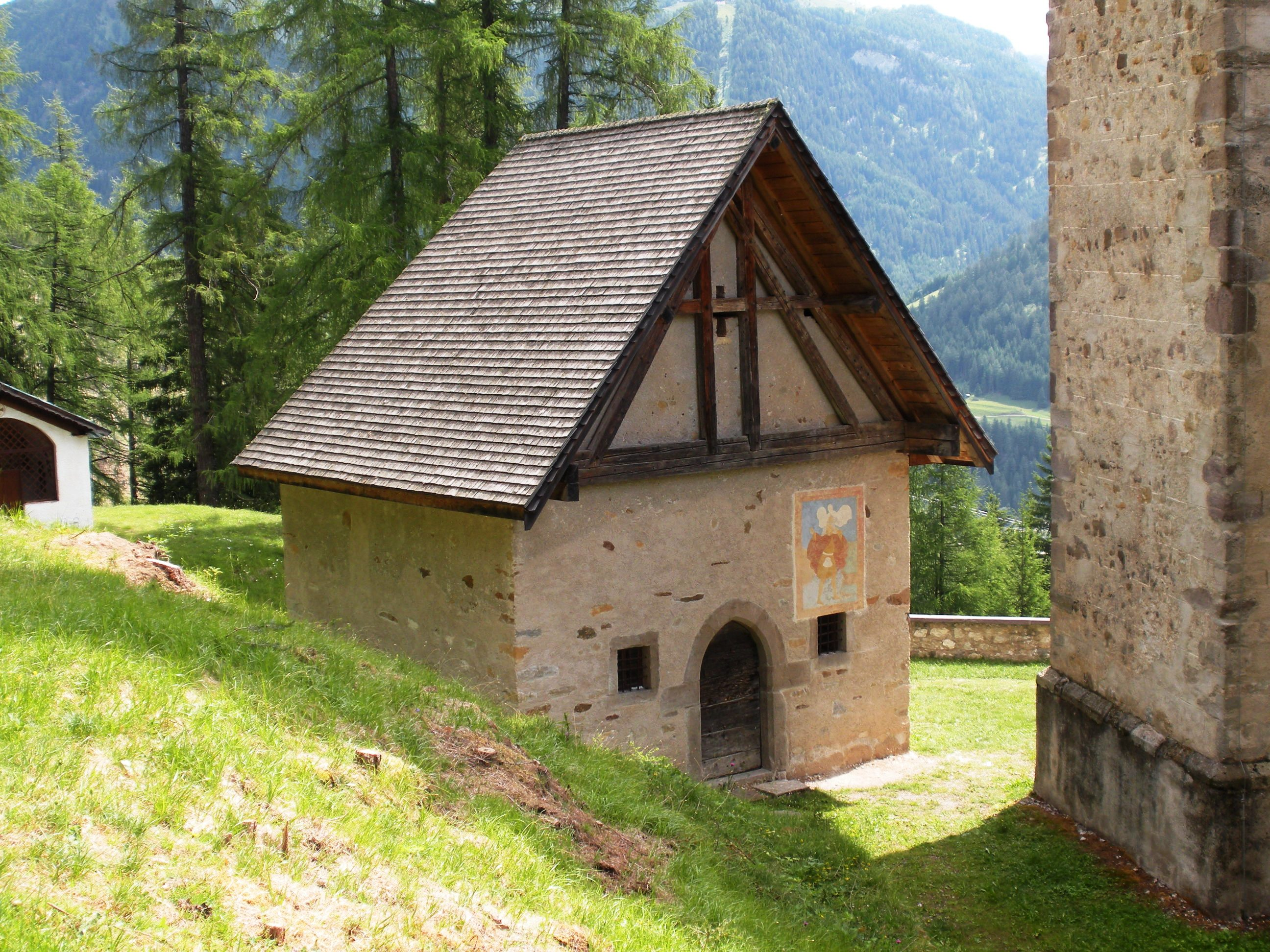
La cappella di San Maurizio

### Cimitero di guerra austro-ungarico
Poco più a valle della chiesa di Santa Giuliana si trova il cimitero di guerra austro-ungarico, nel quale riposano i resti di oltre 600 soldati austriaci, caduti negli aspri combattimenti sui monti della Val di Fassa durante la prima guerra mondiale.

### Museo ladino di Fassa
Il Museo ladino di Fassa dell'Istituto culturale ladino, che ha sede nella frazione di San Giovanni; illustra le tradizioni della cultura ladina e le attività agricole ed artigianali tradizionali con raccolte di attrezzi e ricostruzione di ambienti.

### Museo mineralogico Monzoni
Il museo mineralogico Monzoni, raccoglie circa 200 tipologie diverse di minerali, raccolte in alcune teche e visionabili anche grazie a un microscopio, raccolte in Val di Fassa da una guida alpina originaria di Vigo di Fassa.

## Società

### Evoluzione demografica
Abitanti censiti

### Ripartizione linguistica
A Vigo di Fassa, come in tutto il comune di San Giovanni di Fassa, è diffuso l'uso della variante brach del dialetto fassano (fascian), appartenente alla lingua ladina dolomitica.
| Censimento | Comune        | Popolazione | Ladini | Non ladini | % ladini | Fonte |
| ---------- | ------------- | ----------- | ------ | ---------- | -------- | ----- |
| 2001       | Vigo di Fassa | 1 073       | 921    | 152        | 85,8%    | [ 9 ] |
| 2011       | Vigo di Fassa | 1 207       | 1 059  | 148        | 87,7%    | [ 9 ] |

A seguito della fusione nel nuovo comune, dal 2021 i dati del censimento si riferiscono all'intero comune di San Giovanni di Fassa:

Vecchio stemma comunale

| Censimento | Comune                | Popolazione | Ladini | Non ladini | % ladini | Fonte  |
| ---------- | --------------------- | ----------- | ------ | ---------- | -------- | ------ |
| 2021       | San Giovanni di Fassa | 3 898       | 2 443  | 1 455      | 66,1%    | [ 10 ] |

## Amministrazione
| Periodo        | Periodo          | Primo cittadino | Partito      | Carica  | Note |
| -------------- | ---------------- | --------------- | ------------ | ------- | ---- |
| 10 maggio 2015 | 31 dicembre 2017 | Leopoldo Rizzi  | lista civica | Sindaco |      |

### Gemellaggi
- Remseck am Neckar

### Altre informazioni amministrative
La circoscrizione territoriale ha subito le seguenti modifiche: nel 1926 aggregazione di territori dei soppressi comuni di Mazzin, Pera, Pozza e Soraga. Nel 1952 distacco di territori per la ricostituzione dei comuni di Mazzin (censimento 1951: pop. res. 364), Soraga (censimento 1951: pop. res. 439) e Pozza, ora Pozza di Fassa, comprendendo anche i territori dell'ex comune di Pera (censimento 1951: pop. res. 1244). Al momento del suo scioglimento il comune di Vigo di Fassa confinava con i comuni di Moena, Nova Levante (BZ), Pozza di Fassa e Soraga di Fassa.